# Loreya subrotundifolia
Loreya subrotundifolia là một loài thực vật có hoa trong họ Mua. Loài này được (Wurdack) S.S. Renner mô tả khoa học đầu tiên năm 1989.